# Mildura Grand Tennis International 2012
Il Mildura Grand Tennis International 2012 (Australia F2 Futures 2012) è stato un torneo di tennis facente della categoria ITF Women's Circuit nell'ambito dell'ITF Women's Circuit 2012 e dell'ITF Men's Circuit nell'ambito dell'ITF Men's Circuit 2012. Sia il torneo maschile che quello femminile si sono giocati a Mildura in Australia dal 20 al 26 febbraio su campi in cemento.

## Campioni

### Singolare maschile
Hiroki Moriya ha battuto in finale  Brydan Klein con il punteggio di 6–4, 4–6, 6–2

### Doppio maschile
Gero Kretschmer /  Alex Satschko hanno battuto in finale  James Lemke /  Dane Propoggia 6–2, 7–5

### Singolare femminile
Ashleigh Barty ha battuto in finale  Viktorija Rajicic con il punteggio di 6–1, 7–6(8)

### Doppio femminile
Mervana Jugić-Salkić /  Ksenija Lykina hanno battuto in finale  Stephanie Bengson /  Tyra Calderwood con il punteggio di 5–7, 7–5, [10–7]